# Domaine de Mori (Izumo)
Pour les articles homonymes, voir Domaine de Mori.
Le domaine de Mori (母里藩, Mori-han) est un domaine féodal japonais de l'époque d'Edo situé dans la province d'Izumo. Il a toujours été dirigé par une branche du clan Matsudaira du domaine de Fukui.

## Liste des daimyos
- Clan Matsudaira, 1666-1673, 1673-1871 (shinpan daimyo ; 10 000 koku)

1. Takamasa
2. Naotaka
3. Naokazu
4. Naomichi
5. Naoyuki
6. Naokiyo
7. Naokata
8. Naooki
9. Naoyori
10. Naotoshi

## Source de la traduction
- (en) Cet article est partiellement ou en totalité issu de l’article de Wikipédia en anglais intitulé « Mori Domain (Izumo) » (voir la liste des auteurs).